# Междуречье (Мурманская область)
Междуре́чье — посёлок в Кольском районе Мурманской области. Центр одноимённого сельского поселения.

## Население
| 2002 | 2010 |
| ---- | ---- |
| 1163 | ↘975 |

Численность населения, проживающего на территории населённого пункта, по данным Всероссийской переписи населения 2010 года составляет 975 человек, из них 455 мужчин (46,7 %) и 520 женщин (53,3 %). По данным переписи 2002 года в посёлке проживало 1163 жителя.